# Dudley Wright Knox
Dudley Wright Knox (ur. 21 czerwca 1877 w Fort Walla Walla, zm. 11 czerwca 1960 w Bethesda) – amerykański wojskowy, historyk i publicysta, komodor US Navy, uczestnik między innymi wojny amerykańsko-hiszpańskiej i I wojny światowej oraz rejsu Wielkiej Białej Floty.

## Życiorys
Dudley Wright Knox był synem pułkownika Thomasa Taylora Knoxa oraz Cornelii Manigault Grayson. W 1892 roku wstąpił do Akademii Marynarki Wojennej. Ukończył ją w 1896 roku i został przydzielony jako midszypmen do załogi pancernika „Massachusetts”. Po odbyciu dwuletniej służby na morzu został promowany do stopnia oficerskiego (Ensign) i skierowany na parowiec „Maple”, operujący na wodach kubańskich podczas wojny amerykańsko-hiszpańskiej. Następnie służył między innymi na kanonierce „Yorktown” podczas walk na Filipinach oraz dowodził kanonierką „Albay” i jednostką pomocniczą „Iris”, tą ostatnią także podczas interwencji w Chinach przeciwko powstaniu bokserów.
W toku dalszej służby dowodził torpedowcami „Shubrick” i „Wilkes” oraz jednym z pierwszych niszczycieli US Navy, „Decatur”, następnie 1. Flotyllą Torpedowców. Podczas rejsu Wielkiej Białej Floty był oficerem uzbrojenia na pancerniku „Nebraska”. W latach 1912–1913 był instruktorem w Naval War College, 1913–1914 adiutantem sztabu dowódcy Atlantyckiej Flotylli Torpedowców, komandora Williama Simsa, 1914–1916 oficerem Biura Wywiadu Marynarki, 1916–1917 komendantem bazy morskiej Guantanamo Bay.
Po włączeniu się Stanów Zjednoczonych do działań I wojny światowej, w listopadzie 1917 roku został wysłany do Londynu, gdzie wszedł w skład sztabu admirała Simsa, dowodzącego siłami US Navy na wodach europejskich. Za swą wojenną służbę został odznaczony Navy Cross, brytyjskim Orderem św. Michała i św. Jerzego i włoskim Orderem św. Maurycego i Łazarza. Po powrocie do Stanów Zjednoczonych w marcu 1919 roku ponownie został wykładowcą Navar War College, następnie dowodził krążownikami „Brooklyn” i „Charleston”. W 1921 roku służył w biurze Szefa Operacji Morskich. 20 października tegoż roku przeszedł do rezerwy w stopniu komandora (Captain), pozostając szefem Office of Naval Records and Library, komórki Departamentu Marynarki odpowiedzialnej za zachowanie morskiego dziedzictwa Stanów Zjednoczonych.
Już przed I wojną światową był publicystą wydawnictw US Naval Institute, w latach 1920–1923 redaktorem „Army and Navy Journal”, 1924–1929 korespondentem morskim „Baltimore Sun”, w 1929 roku także „New York Herald Tribune”. W połowie lat 20. odegrał istotną rolę w powstaniu Naval Historical Foundation, od początku jej istnienia pełnił funkcję w zarządzie, zostając przewodniczącym w 1959 roku. Swoją pierwszą książkę, The Eclipse of American Sea Power, opublikował w 1922 roku. Kolejnymi były: The Naval Genius of George Washington (1932), A History of the United States Navy (1936) oraz Naval Sketches of the War in California (1939). Ponadto zredagował i opublikował zbiory dokumentów dotyczących niewypowiedzianej wojny z Francją oraz wojen berberyjskich. 
Odszedł w stan spoczynku 26 czerwca 1946 roku, otrzymując awans do stopnia komodora (Commodore). Oprócz odznaczeń za służbę w czasie I wojny światowej, został uhonorowany między innymi Legią Zasługi. Zmarł 11 czerwca 1960 roku w szpitalu marynarki w Bethesda i został pochowany na Narodowym Cmentarzu w Arlington.
Na jego cześć otrzymała swą nazwę fregata „Knox”.